# Beaufortova stupnice

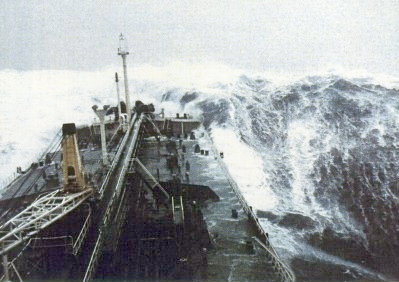
Stupeň 12 na moři

Beaufortova stupnice slouží k odhadu rychlosti větru podle jeho snadno pozorovatelných projevů na moři či souši. Byla vytvořena počátkem 19. století kontradmirálem Francisem Beaufortem. Beaufortova stupnice má dvanáct stupňů.

## Beaufortova stupnice
| stupeň | rychlost větru | rychlost větru | rychlost větru | tlak větru v daPa (měření v 10 m) | staré slovní označení | nové slovní označení | znaky na souši                                                                              | znaky na moři |
| stupeň | m/s            | km/h           | uzlů           | tlak větru v daPa (měření v 10 m) | staré slovní označení | nové slovní označení | znaky na souši                                                                              | znaky na moři |
| ------ | -------------- | -------------- | -------------- | --------------------------------- | --------------------- | -------------------- | ------------------------------------------------------------------------------------------- | --- |
| 0      | 0–0,2          | 0–1            | 0–1            | 0                                 | bezvětří              | bezvětří             | Kouř stoupá svisle vzhůru.                                                                  | Moře je zrcadlově hladké. |
| 1      | 0,3–1,5        | 1–5            | 1–3            | 0–0,1                             | vánek                 | vánek                | Kouř už nestoupá úplně svisle, korouhev nereaguje.                                          | Malé šupinovitě zčeřené vlny bez pěnových vrcholků. |
| 2      | 1,6–3,3        | 6–11           | 4–6            | 0,2–0,6                           | větřík                | slabý vítr           | Vítr je cítit ve tváři, listí šelestí, korouhev se pohybuje.                                | Malé vlny, ještě krátké, ale výraznější, se sklovitými hřebeny, které se nelámou.                                                                              |
| 3      | 3,4–5,4        | 12–19          | 7–10           | 0,7–1,8                           | slabý vítr            | mírný vítr           | Listy a větvičky v pohybu, vítr napíná prapory.                                             | Hřebeny vln se začínají lámat, pěna převážně skelná. Ojedinělý výskyt malých pěnových vrcholků.                                                                |
| 4      | 5,5–7,9        | 20–28          | 11–16          | 1,9–3,9                           | mírný vítr            | dosti čerstvý vítr   | Vítr zvedá prach a papíry, pohybuje větvičkami a slabšími větvemi.                          | Vlny ještě malé, ale prodlužují se. Hojný výskyt pěnových vrcholků.                                                                                            |
| 5      | 8,0–10,7       | 29–38          | 17–21          | 4,0–7,2                           | čerstvý vítr          | čerstvý vítr         | Hýbe listnatými keři, malé stromky se ohýbají.                                              | Dosti velké a výrazně prodloužené vlny. Všude bílé pěnové vrcholy, ojedinělý výskyt vodní tříště.                                                              |
| 6      | 10,8–13,8      | 39–49          | 22–27          | 7,3–11,9                          | silný vítr            | silný vítr           | Pohybuje silnějšími větvemi, telegrafní dráty sviští, používání deštníku se stává obtížným. | Velké vlny. Hřebeny se lámou a zanechávají větší plochy bílé pěny. Trochu vodní tříště.                                                                        |
| 7      | 13,9–17,1      | 50–61          | 28–33          | 12,0–18,3                         | mírný vichr           | prudký vítr          | Pohybuje celými stromy, chůze proti větru obtížná.                                          | Moře se bouří. Bílá pěna vzniklá lámáním hřebenů vytváří pruhy po větru.                                                                                       |
| 8      | 17,2–20,7      | 62–74          | 34–40          | 18,4–26,8                         | čerstvý vichr         | bouřlivý vítr        | Láme větve, vzpřímená chůze proti větru je již nemožná.                                     | Dosti vysoké vlnové hory s hřebeny výrazné délky. Od jejich okrajů se začíná odtrhávat vodní tříšť, pásy pěny po větru.                                        |
| 9      | 20,8–24,4      | 75–88          | 41–47          | 26,9–37,3                         | silný vichr           | vichřice             | Vítr působí menší škody na stavbách (strhává komíny, tašky ze střechy).                     | Vysoké vlnové hory, husté pásy pěny po větru, moře se začíná valit, vodní tříšť snižuje dohlednost.                                                            |
| 10     | 24,5–28,4      | 89–102         | 48–55          | 37,4–50,5                         | plný vichr            | silná vichřice       | Na pevnině se vyskytuje zřídka, vyvrací stromy a poškozuje domy.                            | Velmi vysoké vlnové hory s překlápějícími a lámajícími se hřebeny, moře bílé od pěny. Těžké nárazovité valení moře. Viditelnost znatelně omezena vodní tříští. |
| 11     | 28,5–32,6      | 103–117        | 56–63          | 50,6–66,5                         | vichřice              | mohutná vichřice     | Rozsáhlé zpustošení plochy.                                                                 | Mimořádně vysoké pěnové hory. Dohlednost znehodnocena vodní tříští.                                                                                            |
| 12     | 32,7 a více    | 118 a více     | 64 a více      | 66,6 a více                       | orkán                 | orkán                | Ničivé účinky odnáší domy, pohybuje těžkými hmotami.                                        | Vzduch plný pěny a vodní tříště. Moře zcela bílé. Dohlednost velmi snížena. Není výhled.                                                                       |

## Historie Beaufortovy stupnice
Beaufortovu stupnici „pro moře“ vytvořil kontradmirál britského námořnictva irského původu sir Francis Beaufort v roce 1805. Původně nesloužila pouze k odhadu rychlosti větru, ale byla dvanáctibodovou škálou vztahující se k vhodnosti pro plavbu s určitým počtem plachet. Pro nenámořní použití byla upravena v roce 1850, kdy byla též přibližně určena rychlost větru u různých stupňů pomocí anemometru. Standardizována byla v roce 1923. Od roku 1969 se vyskytuje i v 16stupňové podobě, když byla nastavena o 5stupňovou Saffirovu–Simpsonovu stupnici hurikánů (SSSH). První stupeň SSSH je v takovémto případě roven 12. stupni BS, 2. stupeň SSSH odpovídá 13. stupni BS a tak dále.